# 2286 Fesenkov
A 2286 Fesenkov (ideiglenes jelöléssel 1977 NH) a Naprendszer kisbolygóövében található aszteroida. Nyikolaj Sztyepanovics Csernih fedezte fel 1977. július 14-én.